# Christian Wolfrum

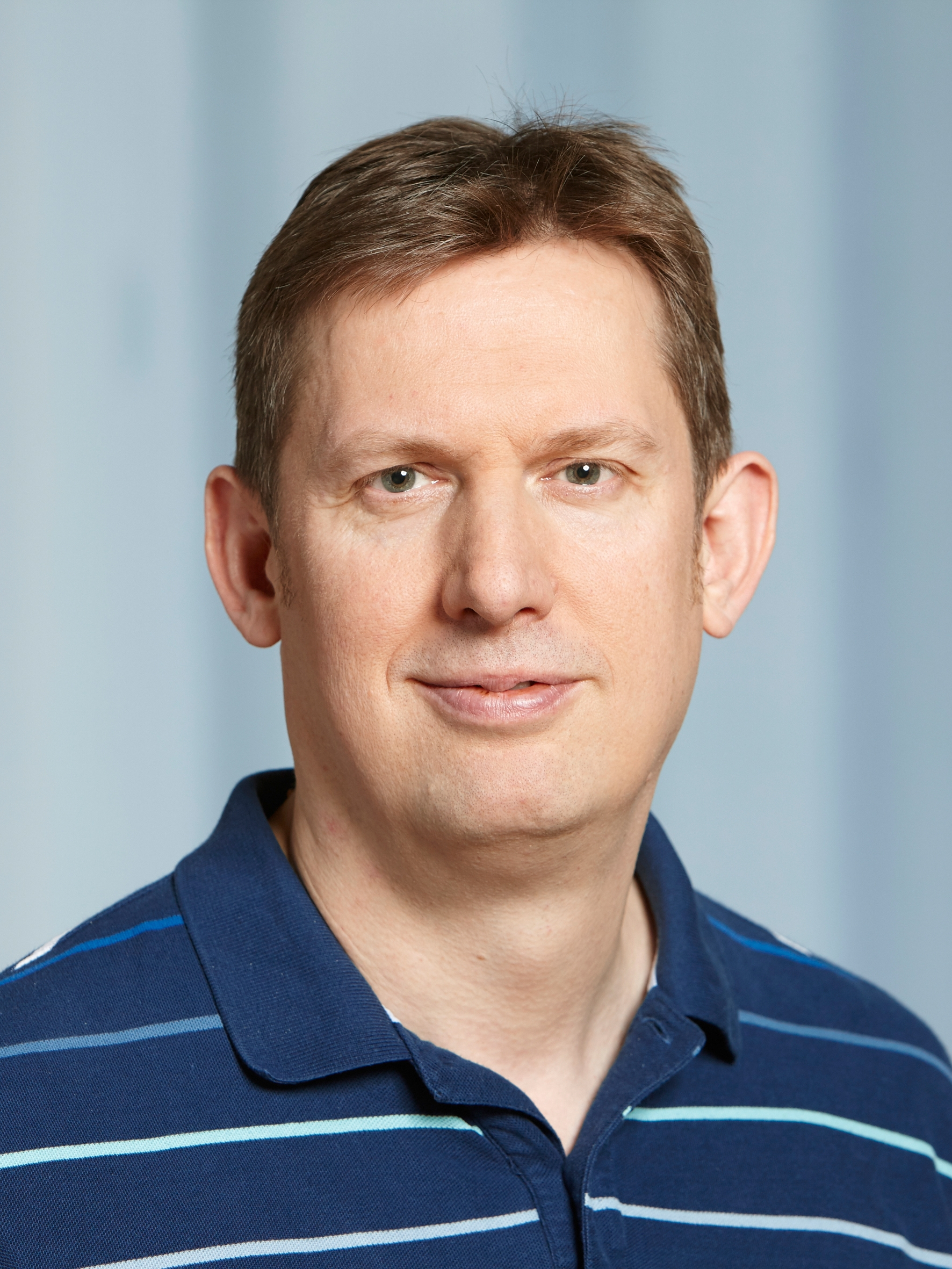
Christian Wolfrum, 2017

Christian Wolfrum (* 17. Juli 1972 in Bonn) ist ein deutscher Gesundheitswissenschaftler und Hochschullehrer.

## Werdegang
Wolfrum studierte von 1992 bis 1996 Chemie an der Westfälischen Wilhelms-Universität Münster. Er setzte sein Studium an der Texas A&M University fort und schloss 1997 als Master of Science ab. Daraufhin kehrte er an die Universität Münster zurück und promovierte dort im Jahr 2000 in Biochemie mit dem Thema The role of liver-type fatty acid binding protein in gene regulation. Im Anschluss an seine Promotion arbeitete er sechs Jahre als Postdoc im Labor von Markus Stoffel an der Rockefeller University in New York City. Im Jahr 2007 wechselte er an die ETH Zürich, wo er im Juli 2008 zum Assistenzprofessor für Adipositasforschung ernannt wurde. Seine Ernennung zum ausserordentlichen Professor für Translational Nutritional Research erfolgte 2010, 2017 gefolgt von der ordentlichen Professur auf demselben Gebiet. Zudem ist er seit 2019 Gastprofessor an der National University of Singapore. Seit 2020 ist er Delegierter der ETH Zürich für Medizin. Im Jahr 2023 wurde Christian Wolfrum als Mitglied der Sektion Physiologie und Pharmakologie/Toxikologie in die Nationale Akademie der Wissenschaften Leopoldina aufgenommen.

## Wirken
Wolfrums Forschung beschäftigt sich vor allem mit den Grundlagen der Fettzellbildung und dem Zusammenhang zur Entwicklung metabolischer Erkrankungen wie Adipositas und Typ 2 Diabetes (Adipocyte development and the progression of metabolic disorders). Das Laboratorium von Wolfrum sucht neue Ernährungsmöglichkeiten und Therapien zur Behandlung metabolischer Fehlentwicklungen.
Er hält eine Reihe von Vorlesungen in seinem Fachgebiet an der ETH Zürich.
Als Delegierter der ETH für Medizin ist er federführend für das neu an der ETH eingeführte Medizinstudium und der entsprechenden Zusammenarbeit mit Schweizer Universitäten und Spitälern. Er ist Studiendirektor des Studiengangs Gesundheitswissenschaften und Technologie. Zudem leitete er seit 2017 als Studiendirektor den Bachelorstudiengang Humanmedizin an der ETH. Diesen hat er massgeblich mit aufgebaut. Von Januar 2023 bis Juni 2025 ist er Vizepräsident für Forschung an der ETH Zürich und Mitglied des Stiftungsrats der ETH Foundation. Ab Juli 2025 ist er Deputy President und Provost der Nanyang Technological University (NTU) in Singapur.

## Weitere Tätigkeiten
- Editor, Molecular Metabolism[7]
- Editorial Board, Biochimica and Biophysica Acta
- Research Board, PHRT / SPHN
- Research Board, Center for Precision Medicine
- Stiftungsrat, ETH Zürich Foundation[8]
- Advisory Board, BIU Cluster Ulm
- Advisory Board, Helmholtz Diabetes Center Graduate School
- Advisory Board, Università della Svizzera italiana, Medical Faculty
- seit 2018: Vizepräsident, dann Präsident Deutsche Gesellschaft für Fettwissenschaft (DGF)
- seit 2016: Vizepräsident, dann Präsident International Conference on the Bioscience of Lipids Society (ICBL)
- Mitgründer der Glycemicon AG[9] und der Apomach GmbH.[2]

## Auszeichnungen
- 2019: Rank Prize Award Lecture of the Nutrition Society, UK
- 2014: Rössler-Preis[10]
- 2013: Venture Kick Award (ETH spin-off Glycemicon)[11]
- 2012: Spark Award der ETH Zürich
- 2008: ERC Young Investigator Award
- 2004: Young Investigators Award of the European Federation for the Science and Technology of Lipids
- 2000: H. P. Kaufmann-Preis Für junge Wissenschaftler der DGF.[2]

## Veröffentlichungen

### Wissenschaftliche Veröffentlichungen
- Liste von Veröffentlichungen mit Wolfrum als Mitautor Christian Wolfrum: Scientific Contributions. researchgate.net. Abgerufen am 10. November 2022.
- Environmental and Nutritional Effects Regulating Adipose Tissue Function and Metabolism Across Generations. Wiley Online Library, 16. April 2019. Abgerufen am 10. November 2022.

### Allgemein verständliche Veröffentlichungen
- Wie Fettzellen sich verwandeln. srf.ch, 29. April 2013. Abgerufen am 10. November 2022.
- Jörg Zittlau: So kann Fett beim Abnehmen helfen. In: Stuttgarter Zeitung, 8. Mai 2022. Abgerufen am 10. November 2022.
- Nicht alles Körperfett ist schlecht – wie braunes Fettgewebe beim Menschen als Kalorienkiller wirkt. In: Südkurier, 21. Juni 2022. Abgerufen am 10. November 2022.
- Die Welt ist zuckerkrank. YouTube, abgerufen am 10. November 2022.